# Nueva Gerona
Nueva Gerona là một thành phố của Cuba, thủ phủ của tỉnh Isla de la Juventud. Vào thời điểm năm 2012, dân số tại đây là 59.049 người.